# ادی سیبرین
ادی سیبیران (انگلیسی: Eddie Cibrian، زاده ۱۶ ژوئن ۱۹۷۳) بازیگر آمریکایی است.

## فیلم‌شناسی
- سانست بیچ (۱۹۹۹–۱۹۹۷، مجموعه تلویزیونی)
- با صدای بلند زندگی کردن (۱۹۹۸)
- اما من یک تشویق کننده‌ام (۱۹۹۹)
- دیدبان سوم (۲۰۰۵–۱۹۹۹، مجموعه تلویزیونی)
- بگو اینطور نیست (۲۰۰۱)
- غار (۲۰۰۵)
- ذهن‌های جنایتکار (۲۰۰۷، مجموعه تلویزیونی)
- بتی بی‌ریخته (۲۰۰۸، مجموعه تلویزیونی)
- نورهای شمالی (۲۰۰۹)
- اعمال خوب (۲۰۱۲)
- باشگاه مادران مجرد (۲۰۱۴)
- سی‌اس‌آی: میامی (۲۰۱۰–۲۰۰۹، مجموعه تلویزیونی)
- جذابان کلیولند (۲۰۱۲، مجموعه تلویزیونی)
- بابای بچه (۲۰۱۶–۲۰۱۵، مجموعه تلویزیونی)